# Bischofsmühle (Wegberg)
Die Bischofsmühle ist eine Wassermühle mit einem oberschlächtigen Wasserrad.

## Geographie
Die Bischofsmühle liegt an der Schwalm, zur Bischofsmühle im Ortsteil Watern, in der Mittelstadt Wegberg im Kreis Heinsberg. Drei Mühlenteiche waren der Mühle vorgelagert und dienten als Wasserspeicher für den Mühlenbetrieb. Die Geländehöhe am Mühlengebäude liegt bei 72 m ü. NN.

## Geschichte
Die Bischofsmühle hatte zahlreiche Namensnennungen. 1572 nannte man sie in einem gerichtlichen Rentnerbrief „Evertz-Mühle“, 1681 „Mühle am Feschkens-Weiher“, später „Jelisken-Mühle“ und auch Mettelskes-Mühle. Das heutige Kennzeichen der Bischofsmühle ist nicht ein ober- oder unterschlächtiges Wasserrad, sondern ein efeubewachsener Schornstein, der zu einer Dampfkesselanlage gehörte, die seit 1882 die geringe Wasserkraft ergänzen sollte. Der Mühle vorgelagert waren drei Mühlenteiche, von denen zwei Teiche in den 1950er Jahren verfüllt wurden. Die nutzbare Wasserfallhöhe betrug nur zwei Fuß (etwa 0,6 m). Die Bischofsmühle wurde als Öl- und Mahlmühle betrieben und besaß einen Kollergang und zwei Mahlgänge. Aber schon 1908 gab man den Dampfbetrieb auf, beschränkte sich zunächst auf die Wasserkraft, bis der elektrische Strom die Befreiung von Energiesorgen brachte. Trotzdem musste sie 1960 ihren Betrieb einstellen.

## Denkmaleintrag
Errichtet im 18. und 19. Jahrhundert; Wassermühle, die später auf Dampfkraft umgeschaltet wurde; Wohngebäude zweigeschossig mit Walmdach, wohl aus dem Ende des 18. Jahrhunderts im rechten Winkel dazu das neuere Maschinenhaus aus dem 19. Jahrhundert und mit einem Grundriss runden Backsteinkamin. (Baudenkmal Nr. 132).

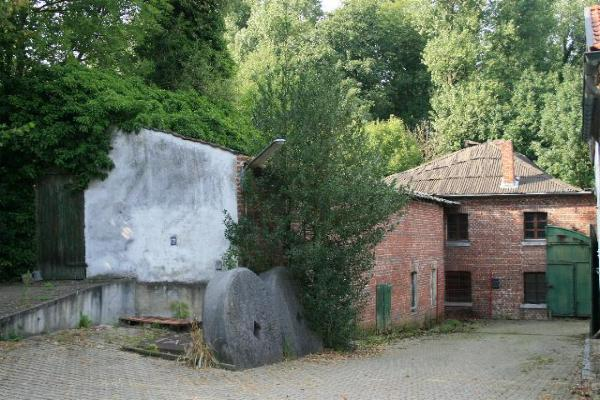
Die Bischofsmühle im Jahre 2008
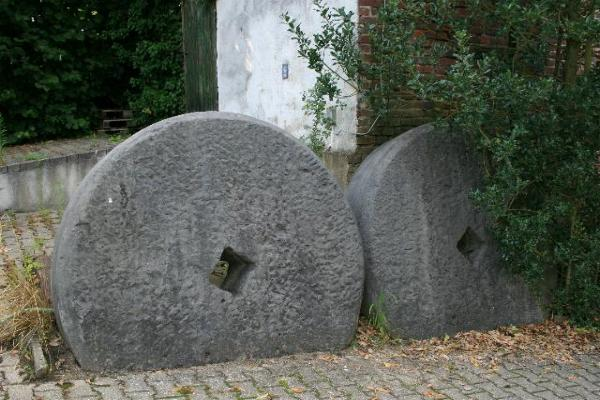
Die Mühlräder des Kollergang